# ژواکیم لافوس
ژواکیم لافوس (انگلیسی: Joachim Lafosse؛ زادهٔ ۱۸ ژانویهٔ ۱۹۷۵) کارگردان فیلم و فیلم‌نامه‌نویس اهل بلژیک است.
وی در سال ۲۰۰۴ بابت کارگردانی فیلم بلند جنون شخصی برندهٔ جایزهٔ فدراسیون بین‌المللی منتقدان فیلم در جشنواره بین‌المللی فیلم براتیسلاوا شد.
از فیلم‌هایی که وی ساخته است می‌توان از مالکیت خصوصی، درس‌های خصوصی و فرزندان ما نام برد.